# Jim Baechtold
James Edward "Jim" Baechtold (9 de diciembre de 1927 en McKeesport, Pensilvania - 29 de agosto de 2011 en Richmond, Kentucky) fue un jugador de baloncesto estadounidense que disputó 5 temporadas de la NBA. Con 1,93 metros de estatura, jugaba en la posición de alero.

## Trayectoria deportiva

### Universidad
Jugó durante 4 temporadas con los Colonels de la Universidad de Eastern Kentucky, en las que promedió 12,9 puntos y 10,6 rebotes por partido.

### Profesional
Fue elegido en la segunda posición del Draft de la NBA de 1952 por Baltimore Bullets, donde en su única temporada disputada con el equipo fue el tercer mejor anotador del mismo, con 10,3 puntos por partido. Al año siguiente fue traspasado a New York Knicks a cambio de Max Zaslofsky. Allí, tras un primer año de acoplamiento, en la temporada 1954-55 se convirtió en titular, en el que sería su mejor año como profesional, al promediar 13,9 puntos, 4,3 rebotes y 3,0 asistencias. Jugó dos temporadas más antes de retirarse, a los 29 años, al finalizar la temporada 1956-57. En el total de su trayectoria promedió 9,7 puntos y 3,1 rebotes por encuentro. Jugó además dos partidos en 1953 con los Elmira Colonels de la ABL, en los que anotó 21,5 puntos por noche.

## Estadísticas de su carrera en la NBA

### Temporada regular
| Temporada | Edad | Equipo            | Liga | P   | TIT | MIN  | TC  | TCA  | %TC  | 3P | 3PA | %3P | TL  | TLA | %TL  | R.OF. | R.DEF. | REB | ASIS | ROB | TAP | PER | FP  | PTS  |
| 1952-53   | 25   | Baltimore Bullets | NBA  | 64  |     | 29.6 | 3.8 | 9.7  | .390 |    |     |     | 2.8 | 3.8 | .738 |       |        | 3.4 | 2.4  |     |     |     | 3.2 | 10.3 |
| 1953-54   | 26   | New York Knicks   | NBA  | 70  |     | 23.2 | 2.4 | 6.6  | .366 |    |     |     | 1.9 | 2.5 | .757 |       |        | 2.6 | 1.7  |     |     |     | 2.8 | 6.8  |
| 1954-55   | 27   | New York Knicks   | NBA  | 72  |     | 35.2 | 5.0 | 12.5 | .403 |    |     |     | 3.9 | 4.7 | .823 |       |        | 4.3 | 3.0  |     |     |     | 2.8 | 13.9 |
| 1955-56   | 28   | New York Knicks   | NBA  | 70  |     | 24.8 | 3.8 | 9.9  | .386 |    |     |     | 3.3 | 4.2 | .801 |       |        | 3.1 | 2.3  |     |     |     | 2.2 | 11.0 |
| 1956-57   | 29   | New York Knicks   | NBA  | 45  |     | 10.3 | 1.7 | 4.4  | .381 |    |     |     | 1.5 | 2.0 | .750 |       |        | 1.8 | 0.7  |     |     |     | 0.9 | 4.8  |
| Total     |      |                   | NBA  | 321 |     | 25.7 | 3.5 | 9.0  | .388 |    |     |     | 2.8 | 3.5 | .783 |       |        | 3.1 | 2.1  |     |     |     | 2.5 | 9.7  |

### Playoffs
| Temporada | Edad | Equipo            | Liga | P | MIN | TCA | TC  | 3PA | 3P | TLA | TL | R.OF. | REB | ASIS | ROB | TAP | PER | FP | PTS | %TC  | %3P | %FT  | MIN  | PTS  | REB | AST |
| 1952-53   | 25   | Baltimore Bullets | NBA  | 2 | 86  | 16  | 30  |     |    | 6   | 11 |       | 8   | 11   |     |     |     | 9  | 38  | .533 |     | .545 | 43.0 | 19.0 | 4.0 | 5.5 |
| 1953-54   | 26   | New York Knicks   | NBA  | 4 | 106 | 12  | 29  |     |    | 11  | 13 |       | 10  | 11   |     |     |     | 19 | 35  | .414 |     | .846 | 26.5 | 8.8  | 2.5 | 2.8 |
| 1954-55   | 27   | New York Knicks   | NBA  | 3 | 115 | 17  | 45  |     |    | 14  | 15 |       | 14  | 14   |     |     |     | 13 | 48  | .378 |     | .933 | 38.3 | 16.0 | 4.7 | 4.7 |
| Total     |      |                   | NBA  | 9 | 307 | 45  | 104 |     |    | 31  | 39 |       | 32  | 36   |     |     |     | 41 | 121 | .433 |     | .795 | 34.1 | 13.4 | 3.6 | 4.0 |